# Wintutalen

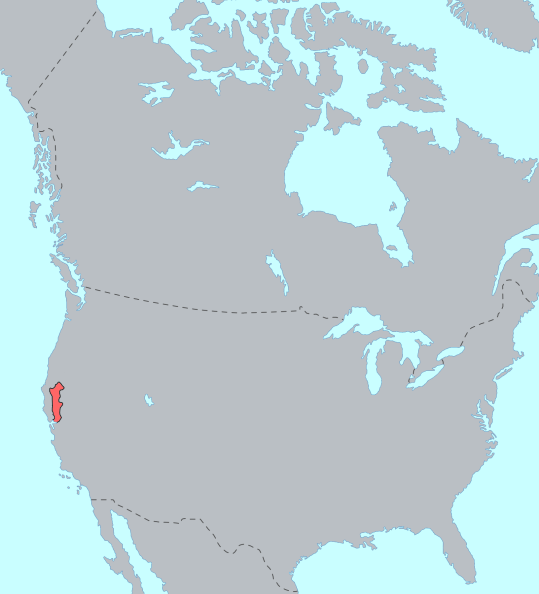
Oorspronkelijke verbreiding van de Wintutalen

De Wintutalen (ook bekend als Wintun, Wintoon, Copeh, Copehan) vormen een taalfamilie van vier indiaanse talen, gesproken in de Sacramento Valley in het noorden van de Amerikaanse staat Californië door de Wintu.
De Wintutalen zijn niet bewezen verwant aan andere talen. Wel is verondersteld dat ze deel uitmaken van de superfamilie van de Penutische talen.
De familie bestaat uit de volgende talen:
I. Noordelijk Wintu
1. Wintu (Wintu proper) - 2 sprekers
2. Nomlaki (Noamlakee, Central Wintu) - weinig tot geen sprekers
II. Zuidelijk Wintu
3. Patwin (Patween) - 1 spreker (1997)
4. Southern Patwin (†)